# Nadia Schindelhauer
Nadia Schindelhauer (* 1986) ist eine deutsche Rechtsanwältin, Fachanwältin für Steuerrecht und Politikerin (SPD). Seit 2022 ist sie Abgeordnete im Landtag des Saarlandes.

## Leben
Nadia Schindelhauer absolvierte ein Studium der Rechtswissenschaften an der Universität des Saarlandes und zusätzlich ein Masterstudium der Steuerwissenschaften an der Westfälischen Wilhelms-Universität in Münster. Seit 2014 ist sie in einer Rechtsanwaltskanzlei tätig.

## Politik
Schindelhauer ist seit 2009 SPD-Mitglied. Sie hat seit 2019 ein Mandat im Ortsrat von Berschweiler inne. Bei der Landtagswahl im Saarland 2022 erhielt sie im Wahlkreis Neunkirchen ein Abgeordnetenmandat im Landtag des Saarlandes.